# Helen Prejean
La Hermana Helen Prejean, CSJ (Baton Rouge, Luisiana, 21 de abril de 1939) es una monja católica perteneciente a las Hermanas de San José y una de las más célebres activistas por la abolición de la pena de muerte en los Estados Unidos. La película Pena de muerte (1995) está basada en sus experiencias como "consejera espiritual" de varios condenados a muerte.
Su cruzada comenzó en Nueva Orleans, Luisiana en 1981, mediante la correspondencia que mantuvo con un asesino convicto, Elmo Patrick Sonnier, condenado a la silla eléctrica. La hermana Helen visitó a Sonnier y se convirtió en su consejera espiritual durante los últimos meses de su vida. Esta experiencia le permitió acercarse al complejo proceso de las ejecuciones legales y la impulsó a trabajar en contra de la pena capital. Al mismo tiempo, fundó la Asociación Survive (sobrevive), dedicada a proporcionar consejo y apoyo psicológico a las familias víctimas de la violencia.
Desde entonces, la hermana Helen ha actuado como consejera de otros presos en el corredor de la muerte y como testigo en muchas ejecuciones legales. Desde 1993 a 1995 fue la presidenta nacional de la National Coalition to Abolish the Death Penalty (Asociación nacional para la abolición de la pena de muerte).

## Pena de muerte(Dead man walking)1995
Sus experiencias en el corredor de la muerte y su relación con Sonnier y otros presos fueron la base de su libro autobiográfico Pena de muerte (Dead man walking), de la película del mismo título, dirigida por Tim Robbins, en la que Susan Sarandon interpreta a la hermana Helen, y de un musical.
Además del caso de Sonnier, tanto el libro como la película están basados también en el caso de Robert Lee Willie, quien junto a su amigo Joseph Jesse Vaccaro violó y asesinó a la joven de 18 años Faith Hathaway el 28 de mayo de 1980, para después secuestrar a una joven pareja en un bosque de Madisonville y llevarles a Alabama. Violaron repetidas veces a la joven, Debbie Morris, de 16 años, y después apuñalaron y dispararon a su novio de 20 años, Mark Brewster, abandonándolo atado a un árbol y paralizado de la cintura hacia abajo. 
Robert Lee Willie inspiró el personaje de Matthew Poncelet que interpretó el actor Sean Penn. La película fue nominada en 4 categorías en los premios Óscar, pero solo se llevó el de mejor actriz para Susan Sarandon.

## Trabajo actual
En su segundo libro, The Death of Innocents: An Eyewitness Account of Wrongful Executions (Muerte de inocentes: informe de un testigo ocular de ejecuciones erróneas, 2004), la hermana Helen relata la historia de dos hombres, Dobie Gillis Williams and Joseph O'Dell, a los que acompañó hasta su ejecución. En el libro defiende que ambos hombres eran inocentes. También examina la historia reciente de las decisiones acerca de la pena de muerte de la Corte Suprema de los Estados Unidos y la estela del trabajo de George W. Bush como gobernador de Texas.
En el caso de Troy Davis, la hermana Helen pidió la conmutación de la pena junto con muchas personalidades como el expresidente de los Estados Unidos Jimmy Carter, el arzobispo y Premio Nobel de la Paz de 1984 Desmond Tutu, el papa Benedicto XVI, entre muchos otros, pero el 21 de septiembre de 2011 Davis fue ejecutado en Jackson, Georgia.
Actualmente pertenece a la Death Penalty Discourse Network de Nueva Orleans y recorre como conferenciante todo el mundo. También se define como una activista provida incondicional, contra el aborto, la eutanasia, el suicidio y, naturalmente a la pena de muerte.

## Principales premios recibidos
En 1998, Prejean fue galardonada con el Premio Pacem in Terris, llamado así a partir de la carta encíclica del papa Juan XXIII, de 1963 que invita a todos los hombres y mujeres de bien a asegurar la paz en todas las naciones. La Hermana Helen ha recibido muchos más premios y más de veinte doctorados honoríficos.
- 2008: Premio Mundial Metodista de la Paz
- 2007: Premio Zhakanaka de Filadelfia.
- 2006: Premio Standard for Christ de la Asociación de voluntarios jesuitas.
  - Premio a la labor humanitaria de la Universidad DePaul, Chicago.
- 2005: Premio de la paz de la ciudad de Ypres, Bélgica.
  - Premio Chief Justice Earl Warren Civil Liberties de California.
  - Premio al servicio humanitario Oliver-Sigur de Luisiana.
- 2004: Premio Cardenal Suenens de la University Heights.
- 2003: Premio franciscano internacional.
- 2002: Premio Ut Diligatis Invicem de la Gannon University.
  - Premio Caritas de Nueva Jersey.
  - Premio Dignitas Humana Award del St. John's School of Theology and Seminary.
- 2001: Premio Harry F. Fagan Roundtable.
- 2000: Premio Obispo Carroll Dozier de la Universidad de los Hermanos de las Escuelas Cristianas de Memphis.
  - Premio por el trabajo en Derechos Humanos de San Antonio de Padua, Italia.
- 1999: Premio Juan XXIII de Wisconsin.
- 1998: Premio Ben Smith de la the American Civil Liberties Unión de Nueva Orleans.
  - Premio de la Paz y la Justicia de la Robert O. Cooper Fellowship.
  - Premio al Abolicionista del año de Alaska.
  - Premio de la asociación de mujeres de la Y.M.C.A..
  - Premio a los artífices de la paz de ROCA.
  - Premio honorífico del New England College.
- 1997: Doctorado honorífico del St. Vincent College de Riverdale, Nueva York.
  - Medalla Carondelet del Mt. St. Mary College de Los Ángeles, California.
  - Doctorado honorífico del Colegio Amherst, Massachusetts..
  - Premio Louisiana Legends de Baton Rouge.
- 1996: Licenciatura honorífica por el Regis College, Weston, Massachusetts.
  - Premio Torchbearer del Colegio Dominico de Nueva Orleans.
  - Premio de la Alliance for Justice.
  - Medalla Laetare de la Universidad Notre Dame de Indiana.
  - Premio Tomás Moro de la St. Mary's School of Law de Texas.
  - Premio Vision 2000 al Coraje de la Catholic Charities U.S.A.
  - Premio Roger Baldwin de la American Civil Liberties Union Foundation de Massachusetts.
  - Premio Humanitas.
  - Premio Eyewitness de la Illinois Coalition Against the Death Penalty.
  - Premio de la paz Adele Dewyer - Santo Tomás de Villanueva del Centro Universitario por la paz y la justicia.
  - Premio Florida Lasker Civil Liberties por la New York Civil Liberties Union.
  - Premio Pope Paul VI Teacher of Peace otorgado por Pax Christi.
- 1995: Premio a las mujeres emprendedoras de Nueva Orleans.
  - Ciudadana del año por la Asociación de trabajadores sociales de Luisiana.
  - Premio Wade Mackie a los artífices de la paz en Baton Rouge, Luisiana.
  - Premio Albert Tate a la justicia de la National Association of Defense Lawyers de Nueva Orleans.
  - Nombrada miembro de la Guggenheim Fellowship.
  - Premio Christopher Spirit, Nueva York.
- 1994: Premio Campeones de la libertad de la National Association of Criminal Defense Lawyers (primera vez que se otorga a un no abogado).
  - Premio Literario Melcher, de la Unitarian Universalist Association.
  - Mención de honor del Premio Pax Christi.
  - Premio Isaac Hecker de justicia social, otorgado por el Paulist Center de Boston.
  - Libro del año de la Lifelines Association del Reino Unido.
  - Premio al Abolicionismo del Death Penalty Focus, California.
  - Premio "Esse non Videre" del St. Joseph's College de Nueva York.
  - Premio "Libertades Civiles" de la American Civil Liberties Union, Georgia.
  - Premio de los Abogados de Minnesota por los Derechos Humanos.
  - Nombrada entre las "100 mujeres sin miedo" por la revista Mirabella.
- 1993: Premio Christopher a la obra Pena de muerte.
  - Premio Herbert y Sara Ehrman de la Asociación de ciudadanos de Massachusetts contra la pena de muerte.
  - Nombrada "mujer de mayor confianza de América" por la revista McCall.
- 1992: Premio nacional al Abolicionismo de la National Coalition to Abolish the Death Penalty.
  - Premio de la Asociación de periodistas católicos por el relato corto "Beloved Sons".
- 1990: Premio a la Santidad de la vida de la Conferencia Cristiana del Sur.
  - Premio Mike McGough de la Asociación de Ministros religiosos de prisiones.
- 1986: Premio Abolicionista del Louisiana Capitol Defense Project.

## Enlaces
- Página web oficial (en inglés)
- Death Penalty Discourse Network (en inglés)
- Entrevista a Helen Prejean (en inglés)
- Recopilación de recortes de prensa sobre los casos de Patrick Sonnier y Robert Lee Willie. (en inglés)
- La Hermana Helen Prejean: la verdadera mujer detrás de Dead Man Walking (AmericanCatholic.org, abril de 1996) (en inglés)
- Sister Helen Prejean habla de la pena de muerte

- Datos: Q290428
- Multimedia: Helen Prejean / Q290428